# Andrusove, Simferopol
Andrusove (în ucraineană Андрусове) este un sat în comuna Dobre din raionul Simferopol, Republica Autonomă Crimeea, Ucraina.

## Demografie
Componența lingvistică a localității Andrusove
     Tătară crimeeană (64,38%)
     Rusă (32,64%)
     Ucraineană (1,3%)
     Greacă (1,17%)
Conform recensământului din 2001, majoritatea populației localității Andrusove era vorbitoare de tătară crimeeană (64,38%), existând în minoritate și vorbitori de rusă (32,64%), ucraineană (1,3%) și greacă (1,17%).